# Илиян Иванов
Илиян Стоянов Иванов е български и американски психиатър, художник, музикант и филмов продуцент.  

## Биография
Илиян Иванов е роден на 18 юли 1963 г. в Бургас. Завършва Медицинския университет във Варна с отличие. Докато учи в бургаската английска езикова гимназия „Гео Милев“, Иванов се увлича от рисуване под ръководството на художника Георги Янакиев.

## Кариера
През 1994 г. Илиян Иванов емигрира в САЩ и до 1996 г. живее в Нашвил, Тенеси и Андерсън, Индиана През 1996 г. има изложба, наречена „Приливи и отливи на времето“ в галерията „Райдън“ в Андерсън В 1996 г. Иванов се премества в Ню Йорк, където живее понастоящем със съпругата си и двете им деца. 
Иванов учи психиатрия и работи в медицинския център Maimonides и в болницата Mount Sinai, където има стипендия и за детска психиатрия.  В 2011 – 2012 г. е млад учен в програмата Alcohol Medical Scholar. 
Илиян Иванов е професор по психиатрия в Icahn School of Medicine в Ню Йорк и медицински директор на две програми в болницата Mount Sinai Morningside. Той е автор на над 60 публикации в Американския журнал по психиатрия, JAMA Psychiatry и Журнала по невропсихофармакология. Написал е над десет глави в различни учебници по психиатрични и пристрастяващи разстройства.
Илиян Иванов и съпругата му, Дана Проданова, са сред асоциираните продуценти на филма Feeling Through („Дълбоко усещане“), номиниран през 2021 г. за награда „Оскар“. който е спечелили осем различни награди от няколко фестивала.
Иванов е и художник, който е представял свои картини в различни галерии в Ню Йорк, между тях Chashama и CURB Galleries, както и в нюйоркската колекция на галерията Albright-Knox в Бъфало, в Международния фестивал d.u.m.b.o., в Салона за изкуства в Торонто, в Denise Bibro Fine Art и други.
Заедно със свои колеги-лекари, Илиян Иванов е член на музикална група, наречена The Shrinks („Психиатрите“).

## Професионални членства и награди
Илиян Иванов е член на борда на директорите на Нюйоркския съвет за детско-юношеска психиатрия (NYCAPP). Той е член и на Комитета за злоупотреба с наркотици при подрастващите към Американската академия за детско-юношеска психиатрия (AACAP), както и на Програмния комитет на Дружеството за биологична психиатрия. За работата си е отличен със званието „почетен колега“ на AACAP през 2015 г. и с наградата Hulse на NYCCAP през 2019 г.
Иванов и съпругата му Дана Проданова са почетни граждани на Бургас.